# 疏花臀果木
疏花臀果木（学名：Pygeum laxiflorum）为蔷薇科臀果木属下的一个种。

## 扩展阅读
- 維基物種上的相關：疏花臀果木